# Aleksander Onyszkiewicz
Aleksander Onyszkiewicz (ur. 1722 w Jarosławiu zm. 1776 tamże) – mieszczanin

## Życiorys
Urodził  się 10 lutego 1722 roku w Jarosławiu jako przedstawiciel zamożnej ruskiej rodziny mieszczańskiej. Był bratem Pelagii Wapińskiej, Anastazji Barłowej oraz Hilariona Onyszkiewicza. W latach 1763–1772 pełnił funkcje kierownicze w radzie miejskiej. Wspólnie ze szwagrem Eliaszem Wapińskim był właścicielem kamienicy zwanej Lazurowiczowską, na której ciążył czynsz, który należało płacić bractwu Różańca Świętego. Był też właścicielem kamienicy Szultzowskiej. W latach 1760–1776 pełnił funkcje kierownice w instytucjach brackich. Zmarł 24 czerwca 1776 roku w Jarosławiu. 